# Andy Samberg
David A. J. „Andy” Samberg (n. 18 august 1978, Berkeley, California, SUA) este un comediant, actor, producător și muzician evreu american.